# Julián Icazuriaga Ugalde
Julián Icazuriaga Ugalde   (Guernica, 24 d'agost de 1939 - maig 2025) va ser un futbolista basc de la dècada de 1960 que jugava en la posició de migcampista. Va jugar 3 temporades seguides (de 1962 a 1965) a Primera Divisió amb el Reial Oviedo.